# Tödliche Weihnachten
Tödliche Weihnachten (Originaltitel: The Long Kiss Goodnight) ist ein US-amerikanischer Action-Thriller aus dem Jahr 1996. Regie führte Renny Harlin, das Drehbuch schrieb Shane Black, die Hauptrollen spielen Geena Davis und Samuel L. Jackson.

## Handlung
Die Lehrerin Samantha Caine lebt mit ihrem Freund Hal und ihrer Tochter Caitlin in einer Kleinstadt in Pennsylvania. Acht Jahre zuvor war sie in New Jersey an den Strand gespült worden, schwanger und unter retrograder Amnesie leidend, weshalb sie sich nicht an die Zeit und ihr Leben davor erinnern kann. Auch mehrere engagierte Privatdetektive konnten das Rätsel um ihre Herkunft nicht lösen.
Als sie im Winter mit ihrem Fahrzeug einen Wildunfall erleidet und aus dem Fahrzeug geschleudert wird, reagiert sie instinktiv und erlöst das schwer verletzte Tier mit einem Genickbruch. Seitdem entdeckt sie weitere unbekannte Fähigkeiten wieder, wie etwa ihr Geschick im Umgang mit Messern. Etwa um dieselbe Zeit während einer Weihnachtsparade ist sie kurz im Fernsehen zu sehen und wird von einem Gefängnisinsassen erkannt. Er bricht aus und kommt in die Stadt, in der Samantha lebt, um sie zu töten. Samantha verteidigt sich zu ihrer eigenen Überraschung erfolgreich und entdeckt bisher ungeahnte Kampffertigkeiten. Sie beschließt daraufhin herauszufinden, worauf diese gründen, und wendet sich zu diesem Zweck erneut an den Privatdetektiv Mitch Henessey.
Henesseys Ermittlungen führen ihn und Samantha schließlich zu dem ehemaligen Agenten Nathan Waldman, der die beiden aufklärt: Samantha heißt eigentlich Charly Baltimore und war vor ihrem Unfall eine für die Regierung arbeitende Killerin. Waldman verweist außerdem darauf, dass Charly ihren letzten Auftrag, der mit einem als „Dädalus“ bekannten Kontaktmann zusammenhängt, nicht beendet hat. Eine Postkarte bildet den Schlüssel zu diesem Auftrag. Mithilfe dieser können Charly und Mitch „Dädalus“ aufspüren, einen Mann namens „Luke“. Luke ist tatsächlich nicht ihr Verbündeter, sondern ihre damalige Zielperson, ein international gesuchter Terrorist, der mit seinem Partner Timothy einen Anschlag plant.
Luke lässt Waldman umbringen und Mitch und Charly foltern. Bei der Folter kommen Charlys alte Erinnerungen aufgrund der durch die Folter verursachte Nahtod-Erfahrung vollständig zurück. Sie kann sich jedoch befreien und flieht mit Henessey, nachdem sie Luke und seine Leute vor Ort getötet hat. Dadurch kommt ihre ursprüngliche Persönlichkeit zurück und sie entwickelt eine gewisse Gleichgültigkeit gegenüber ihrem Freund und selbst ihrer Tochter, da sie ihr vorheriges Leben vergessen will, das sie als Charly nicht wollte.
Lukes Partner Timothy verfolgt die beiden und entführt Samanthas Tochter Caitlin, was die Mutterinstinkte von Charly wieder weckt. So lockt er Mitch und Charly zu einem Hotel in der Nähe der Niagarafälle – und damit in eine Falle. Die beiden werden gefangen genommen und Timothy offenbart dann an diesem Ort die ursprünglichen Pläne von Dädalus: Die Terroristen haben einen Pakt mit Charlys ehemaligem Chef, dem CIA-Agenten und Experten für psychologische Kriegsführung Leland Perkins, geschlossen. Sie wollen durch eine in einem Lastzug versteckte Bombe einen Anschlag unter falscher Flagge begehen und dabei vor Ort die Leiche eines Arabers zurücklassen. Der Anschlag würde nicht näher definierten Muslimen aus dem Nahen Osten angelastet werden, sodass Regierung und Geheimdienste legalisiert wären, Aktionen durchzuführen, die sich gegen den Terrorismus richten und den von Budgetkürzungen bedrohten Geheimdiensten mehr Mittel zur Verfügung gestellt werden würden. Es stellt sich auch heraus, dass Timothy, der im vorherigen Leben von Charly ein sexuelles Verhältnis mit ihr hatte, bevor ihm klar wurde, wer sie war, der leibliche Vater von Caitlin ist. Als er von seiner Vaterschaft erfährt, lässt er Caitlin mit Charly dennoch ungerührt zum Sterben in einem Tiefkühlhaus zurück.
Charly gelingt es jedoch mit Hilfe ihrer Tochter, die sie nun erleichtert und wieder herzlich in die Arme schließt, erneut aus der Gefangenschaft zu entkommen, und auch Mitch kann sie befreien. Als Caitlin sich vor dem Kampfgetümmel verstecken soll, wählt sie jedoch ausgerechnet den LKW, der für den fingierten Anschlag präpariert wurde. Charly verfolgt den Lastzug, stoppt ihn an einer Brücke und entkommt noch rechtzeitig mit Caitlin und Mitch, wobei sie auch Timothy tötet, als er dort versucht sie umzubringen. Der Lastzug explodiert, der Anschlag wird so auf diese Weise verhindert und Leland Perkins wird später wegen seiner Verbrechen angeklagt. Charly kehrt daraufhin als Samantha wieder in den Kreis ihrer neuen Familie und in ihren Beruf als Lehrerin zurück.

## Produktion, Hintergrund
Die Produktionskosten betrugen schätzungsweise 65 Millionen US-Dollar. Der Film spielte in den Kinos der USA ca. 33 Millionen US-Dollar ein, sowie weltweit über 89 Millionen US-Dollar.
Talkmaster Larry King tritt am Ende des Films wie in vielen anderen Produktionen in seiner eigenen Rolle auf.

## Synchronisation
Die deutsche Synchronisation wurde erstellt von der Synchronfirma Neue Tonfilm München, das Dialogbuch stammt von Holger Schwiers, der auch die Dialogregie übernahm.
| Rolle                        | Darsteller/in      | Deutsche Synchronstimme |
| ---------------------------- | ------------------ | ----------------------- |
| Samantha/Charly              | Geena Davis        | Sabina Trooger          |
| Mitch                        | Samuel L. Jackson  | Holger Schwiers         |
| Timothy                      | Craig Bierko       | Christian Tramitz       |
| Dr. Nathan Waldman           | Brian Cox          | Jochen Striebeck        |
| Luke/Daedalus                | David Morse        | Gudo Hoegel             |
| Leland Perkins               | Patrick Malahide   | Franz Rudnick           |
| Trin                         | Melina Kanakaredes | Anke Reitzenstein       |
| Einäugiger Jack              | Joseph McKenna     | Wolfgang Müller         |
| Hal                          | Tom Amandes        | Frank Röth              |
| Präsident                    | G. D. Spradlin     | Niels Clausnitzer       |
| Earl                         | Alan North         | Walter Reichelt         |
| er selbst                    | Larry King         | Michael Brennicke       |
| Mann im Bett                 | Rex Linn           | Gerd Rigauer            |
| Donlevy, obdachloser Officer | Shawn Doyle        | Andreas Borcherding     |
| Überwachungsmann             | Frank R. Moore     | Manfred Trilling        |

## Veröffentlichung
Premiere hatte der Film am 11. Oktober 1996 in Kanada und in den Vereinigten Staaten. Im selben Jahr wurde er im Vereinigten Königreich, in Irland, Spanien, auf den Philippinen, in Schweden, Frankreich, den Niederlanden, in Südkorea, Finnland, Dänemark, Norwegen und in Südafrika veröffentlicht, im Jahr 1997 in Australien, Island, Hongkong, Singapur, in der Türkei, in Neuseeland, Japan, Polen, Argentinien, Mexiko, Ungarn, Griechenland und in Italien, 1998 in Slowenien, Estland und in Brasilien. Veröffentlicht wurde der Film zudem in Bulgarien, Kroatien, Litauen, Peru, Portugal, Rumänien, Russland, Serbien und in der Ukraine.
In Deutschland hatte Tödliche Weihnachten am 12. Dezember 1996 Kinopremiere. Am 17. November 2006 wurde der Film von Warner Home Video mit einer deutschen Tonspur auf DVD herausgegeben.

## Kritiken
James Berardinelli meinte auf ReelViews, die Grundidee sei perfekt für einen Noir-Thriller, stattdessen liefere der Film zahlreiche Schießereien und Explosionen, wie man es von Harlin erwarten würde. Neben einigen „raffinierten“ Actionsequenzen lobte Berardinelli die „großartige“ Darstellung von Samuel L. Jackson, die der wahre Grund sei, sich den Film anzusehen. Geena Davis sei als Schauspielerin stark genug, um die beiden Identitäten ihrer Figur überzeugend darzustellen, wobei Sam „ansprechender“ sei als Charly, die wie „eine humorlose Mischung aus Nikita und einem weiblichen James Bond“ wirke.
Roger Ebert schrieb in der Chicago Sun-Times vom 11. Oktober 1996, er bewundere den Film „als ein Beispiel von Handwerkskunst“, vermisse aber echte Substanz. Ebert lobte Geena Davis und Samuel L. Jackson, die durch ihre gegenseitigen „Sticheleien“ zwischen den Spezialeffekten unter Beweis stellen würden, dass sie zu allem bereit seien.

„Actionfilm, der verschiedene Elemente des Genres bis hin zum Hongkong-Kino zu einer unterhaltsamen Mischung verbindet, wobei ihm aber ein übergreifendes Konzept fehlt. Allein die ungewöhnliche Präsenz der Hauptdarstellerin als Actionstar hält den Film zusammen.“

„In ,The Long Kiss Goodnight‘ schickt Renny Harlin seine Frau Geena Davis als weiblichen Terminator durch ein aufwendiges Action-Stahlfeuer aus Shootouts, Stunts und absurd überzogenen Tough-Guy-Dialogen aus der Feder von ,Last Boy Scout‘-Autor Shane Black. Markige Sprüche der Tarantino-Schule finden in dieser kaltblütigen Fantasmagorie […] mit ebenso großer Treffsicherheit ihr Ziel wie die großkalibrigen Geschosse der ultrataffen Heroine.“

## Auszeichnungen
- Geena Davis wurde im Jahr 1997 für den Saturn Award nominiert,
- Samuel L. Jackson für den Image Award und
- Yvonne Zima für den Young Artist Award.[8]